# سوور مونماگی
سوور مونماگی (به لاتین: Suur Munamägi) یک تپه در استونی است که در دهستان هانیا واقع شده‌است. سوور مونماگی ۳۱۸ متر بالاتر از سطح دریا واقع شده‌است.